# Големаните
Голема́ните (болг. Големаните) — село у Великотирновській області Болгарії. Входить до складу общини Велико-Тирново.

## Населення
За даними перепису населення 2011 року у селі проживали 16 осіб, усі — болгари.
Розподіл населення за віком у 2011 році:
Динаміка населення: